# Papa Clemente XII
Papa Clemente XII (in latino: Clemens PP. XII, nato Lorenzo Corsini; Firenze, 7 aprile 1652 – Roma, 6 febbraio 1740) è stato il 246º vescovo di Roma e papa della Chiesa cattolica dal 1730 alla sua morte, avvenuta nel 1740.
È noto perché, nonostante sia stato eletto pontefice in età molto avanzata, come papa di transizione, grazie al suo spirito illuminato riuscì ad imprimere un nuovo corso al governo dello Stato della Chiesa, in cui promosse la costruzione di numerose opere pubbliche, tra cui la Fontana di Trevi, la nuova facciata di San Giovanni in Laterano, l'apertura alla cittadinanza dei Musei Capitolini, primo museo pubblico del mondo, l'ampliamento del porto di Ancona, l'apertura della Strada Clementina; è inoltre conosciuto per aver condannato la Massoneria, emanando la bolla In eminenti apostolatus specula.

## Biografia
Lorenzo Corsini nacque a Firenze da un ricco mercante, Bartolomeo Corsini, marchese di Sismano e Casigliano, e da Elisabetta Strozzi, quarto di sette figli. Un suo zio, Neri Corsini, era cardinale. Alla famiglia Corsini appartenne anche un santo, Andrea (1301-1374). Clemente XII è stato il quinto ed ultimo, ad oggi, papa nato a Firenze.
Corsini studiò prima a Firenze, poi a Roma (Collegio romano) e infine al Collegio dei Gesuiti di Pisa. Nel 1675 conseguì il dottorato in legge. Dopo la morte del padre, nel 1685, decise di seguire la sua vocazione religiosa. Entrò nella prelatura sotto papa Innocenzo XI (1676-1689), che lo consacrò sacerdote. 
Acquistò i suoi primi incarichi ecclesiastici attingendo dal patrimonio di famiglia. Spese dapprima 30.000 e successivamente 80.000 scudi.
Nel 1695 fu nominato tesoriere della Camera Apostolica. In questa veste, il Corsini manifestò una cauta apertura per quanto concerneva il commercio dei grani, tendendo invece a seguire linee protezionistiche nell'importazione di manufatti, dato che importazioni elevate potevano danneggiare la già carente produzione interna. Clemente XI, come riconoscimento per i suoi ottimi servigi in campo economico, lo nominò cardinale (17 maggio 1706), disponendo altresì che conservasse la carica di tesoriere pontificio. Ebbe come residenza Palazzo Pamphilj in piazza Navona, che grazie a lui divenne un cenacolo di artisti e intellettuali. La sua biblioteca privata, ricca di 80.000 volumi, divenne la più copiosa dell'Urbe.
Lorenzo Corsini partecipò a tre conclavi (1721, 1724 e 1730). Corsini fu cardinale per 24 anni prima di essere eletto pontefice. Dal 1725 al 1730 fu vescovo di Frascati, il cui ricordo fu luminoso per la generosità con cui si prodigò a beneficio della città e del clero stesso.

### Cronologia degli incarichi
- 1685: è reggente della Cancelleria (carica vacante, acquistata con 30.000 scudi[senza fonte]); successivamente si aggiudica il ruolo di chierico presso la Camera Apostolica (organo finanziario del sistema amministrativo pontificio) con un esborso di 80.000 scudi[senza fonte];
- 13 febbraio 1690: è nominato da Alessandro VIII presidente della “Grascia”;
- 10 aprile 1690 – 12 luglio 1730: è arcivescovo titolare di Nicomedia (ordinato vescovo il 18 giugno 1690);
- 1º luglio 1690: è nominato nunzio apostolico a Vienna[8];
- 6 dicembre 1695: è Tesoriere generale della Camera Apostolica (la carica comprendeva, all'epoca, anche il Commissariato del Mare e quello di Castel Sant'Angelo)[9];
- 17 maggio 1706 – 17 novembre 1725: è cardinale presbitero;
- 25 giugno 1706 – 16 dicembre 1720: assume il titolo di Santa Susanna;
- 9 settembre 1709: è nominato legato pontificio a Ferrara;
- 19 febbraio 1710 – 26 gennaio 1711: è Camerlengo del collegio cardinalizio;
- 22 novembre 1720 – 12 luglio 1730: è Prefetto della Segnatura;
- 16 dicembre 1720 – 17 novembre 1725: è cardinale presbitero di San Pietro in Vincoli;
- 17 novembre 1725: opta per titolo di cardinale vescovo di Frascati;
- 12 luglio 1730: è eletto romano pontefice.

### Conclave del 1730

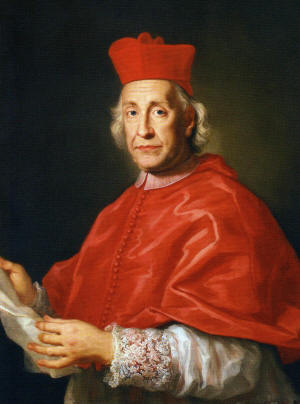
Il cardinale Lorenzo Corsini.

Clemente XII fu eletto papa il 12 luglio 1730 nel Palazzo Apostolico e fu incoronato dal cardinale Lorenzo Altieri il 16 luglio. Scelse nome pontificale di Clemente XII in onore del papa che l'aveva nominato cardinale, cioè Clemente XI.

Al momento dell'elezione aveva già 78 anni. Dopo di lui fino a tutto il XX secolo nessun pontefice fu eletto a un'età così avanzata. Fu l'ultimo pontefice nato prima di uno dei suoi predecessori (Innocenzo XIII, papa dal 1721 al 1724, nacque nel 1655, ovvero era tre anni più giovane del Corsini).
I cardinali si chiusero in conclave il 5 marzo 1730. Alla votazione finale presero parte 55 porporati. 

La fase iniziale fu molto incerta a causa dell'elevato numero di “papabili”: Tommaso Ruffo, Giuseppe Renato Imperiali, Antonio Felice Zondadari, Antonio Banchieri, Gianantonio Davia e Pier Marcellino Corradini. La primavera fu calda, per cui, in deroga con le regole del conclave, fu concesso ai cardinali di tenere aperte le finestre delle proprie stanze.
Un cardinale morì durante il conclave: Bernardo Maria Conti (il 23 aprile). Cornelio Bentivoglio presentò per conto del re di Spagna Filippo V il veto contro il cardinal Imperiali, che era giunto ad un solo voto dall'elezione. Il 10 giugno Gianantonio Davia ricevette 29 voti; il 16 giugno Corradini ottenne 30 voti, ma il cardinale della corona d'Austria Juan Álvaro Cienfuegos Villazón, dichiarò di non appoggiarlo, facendo così cadere la sua candidatura.
Dopo che, una dopo l'altra, fallirono tutte le candidature, i membri del Sacro collegio considerarono la possibilità di eleggere un cardinale toscano. Tale possibilità conteneva un rischio. Era noto che il granduca, Gian Gastone de' Medici, non aveva avuto prole maschile e quindi il Granducato di Toscana era destinato a passare a un membro di una delle dinastie reali europee. Si temeva che un papa toscano avrebbe potuto interferire sullo scacchiere europeo favorendo, in qualche modo, la causa medicea. La candidatura di Corsini fu quindi ritardata fino all'ultimo ed emerse solo quando gli altri maggiori candidati furono scartati.

## Il pontificato

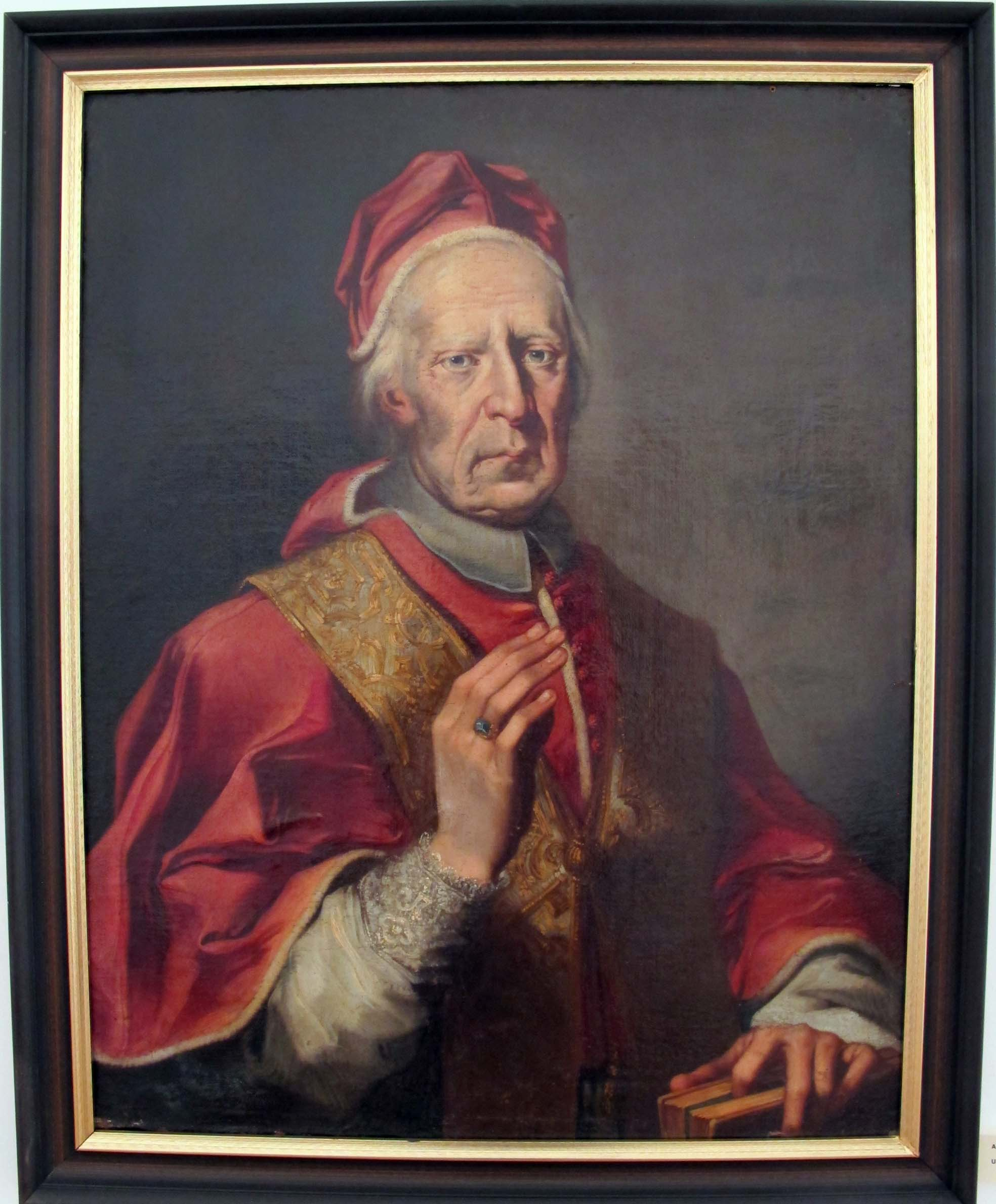
Ritratto anonimo di Clemente XII.

A causa dell'età molto avanzata, Clemente XII divenne quasi cieco negli ultimi otto anni di pontificato; inoltre fu costretto a letto a partire dal 1733 a causa di dolorosi attacchi di gotta (malattia all'epoca difficilmente curabile). Dal letto tenne le udienze e condusse gli affari dello Stato. Seppe comunque circondarsi di funzionari di altissimo livello, che lo aiutarono in molteplici questioni, sia spirituali sia temporali.

### Relazioni con le istituzioni della Chiesa
Francescani
Nel 1731 il pontefice ritirò i privilegi concessi alle confraternite francescane tedesche e belghe.
Passionisti
Il 23 febbraio 1731, con un breve che sancì la prima approvazione delle Regole dell'Ordine, Clemente XII accordò ai passionisti il diritto di organizzare delle missioni.
Missioni
Con il breve Cum sicut, del 1735, diede facoltà ai missionari cappuccini di praticare la medicina e la chirurgia.

Il 13 maggio 1739 ordinò a tutti i missionari di prestare giuramento di obbedienza.

### Decisioni generali ecclesiastiche
- Segretario di Stato: Antonio Banchieri (1730-1733); Giuseppe Firrao (1733-1740)
- Camera Apostolica:
  - Camerlengo: Annibale Albani (1719-1747);
  - Tesoriere: Carlo Maria Sacripante (febbraio 1730 - 1739)[12], Mario Bolognetti (1739 - settembre 1743)
- Congregazioni:
  - Inquisizione: Pietro Ottoboni (1726-1740);
  - Riti:
  - Indice:  … Gianantonio Davia (1737-1740), Leandro di Porcia (11 gennaio - 2 giugno 1740)
  - Concilio: Curzio Origo (1721-1737); Antonio Saverio Gentili (1737-1753)
  - Buon governo: Giuseppe Renato Imperiali (1696-1737); Domenico Riviera (dal 1737)
  - Vescovi: Francesco Barberini (1726-1738); Giuseppe Firrao (1738-1744)
  - Consulta: Antonio Banchieri (1730-1733); ...
- Tribunali della Curia:
  - Penitenziere Maggiore: Vincenzo Petra (1730-1747)
  - Prefetto della Segnatura Apostolica: Alamanno Salviati (1730-1733), Neri Maria Corsini (1733-1770)
  - Decani della Rota Romana: Pompeo Aldrovandi (1726-1733); Marcellino Corio (1733-1734); Carlo Leopoldo Calcagnini (1734-1743)
- Vicario per la diocesi di Roma: Prospero Marefoschi (1726-1732); Giovanni Antonio Guadagni (1732-1759)

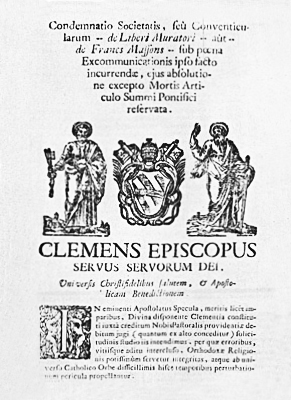
Pubblicazione della bolla pontificia: In eminenti apostolatus specula.

Il 5 ottobre 1732 Clemente XII pubblicò la costituzione apostolica Apostolatus officium nella quale definì diritti e doveri dei cardinali nel conclave
Era d'uso frequente da parte dei porporati cambiare titolo cardinalizio. Alcuni cardinali diaconi avevano cambiato tre o quattro volte diaconia. Clemente XII decretò che diventasse decano del Collegio Cardinalizio il cardinale vescovo che risiedeva a Roma da più tempo (10 gennaio 1731, costituzione apostolica Pastorale officium). Esso doveva inoltre risiedere presso Roma assumendo il titolo di vescovo di Ostia.
Il 1º febbraio 1734 pubblicò la bolla In supremo iustitiae solio in cui dettò disposizioni relativamente agli omicidi (specificamente, la definizione di omicidio premeditato) in relazione all'immunità locale
Il 28 aprile 1738 pubblicò la bolla In eminenti apostolatus specula in cui condannò la massoneria e comminò la scomunica a tutti coloro che vi aderivano.
Nel 1733 giunse a Roma il principe 'Abd ar-Rahman, nipote del re del Marocco, deciso a convertirsi al cristianesimo. Nella cerimonia di battesimo, il padrino del principe fu lo stesso Clemente XII.

### Relazioni con le altre chiese cristiane
Clemente XII incontrò il Papa della Chiesa ortodossa copta, con cui discusse la possibilità di un riavvicinamento, e il Patriarca della Chiesa apostolica armena. Persuase quest'ultimo a rimuovere l'anatema contro il Concilio di Calcedonia (451) e papa Leone I.

### Relazioni con le comunità di rito orientale
Clemente XII fondò a San Benedetto Ullano, centro della Calabria abitato da comunità arbëreshë, il Collegio Italo-Greco, per la formazione di chierici di rito bizantino. Oggi è denominato Pontificio Collegio Corsini degli albanesi di Calabria.

### Decisioni in materia liturgica
Clemente XII dovette intervenire sull'annosa questione dei riti malabarici poiché gli furono sottoposti alcuni dubbi sull'osservanza del decreto e della bolla del predecessore Benedetto XIII. Il pontefice nominò una commissione di cardinali. La commissione, che tenne udienze dal 21 gennaio al 6 settembre 1733, confermò le decisioni del legato Carlo Tommaso de Tournon. Il pontefice approvò in data 24 agosto 1734. 

Inoltre, il pontefice confermò le decisioni dei suoi predecessori sul divieto dei riti cinesi (26 settembre 1735).
Tra le altre decisioni in materia liturgica:
- la concessione al Patriarca di Lisbona di indossare la tiara;
- recependo una pratica già in uso nell'Italia meridionale, stabilì l'uso di recitare, ciascun fedele nella propria casa, il salmo De profundis all'una di notte[18]
- trasferì il giorno della memoria liturgica di San Gioacchino, padre di Maria, dal 26 luglio alla domenica fra l'ottava dell'Assunzione (3 ottobre 1738)[19]

## Governo dello Stato della Chiesa

### Riforme economiche
Le sue prime mosse come papa Clemente XII furono di ripristinare le finanze pontificie: le finanze dello Stato della Chiesa erano in pessime condizioni. Clemente XII seguì la stessa linea adottata quando era tesoriere della Santa Sede, e cioè quella di un forte protezionismo, volto a proteggere la piccola industria manifatturiera dello Stato della Chiesa. Impose forti dazi sull'importazione di prodotti proveniente dall'esterno. Furono colpiti, in una logica mercantilista, i prodotti realizzati in stabilimenti specializzati nella trattura e orsoglio della seta, nella tessitura di pannilana, in quelle di pezzi di piombo e di vetro, e infine di saponifici. Contemporaneamente, però, non furono adottate misure volte ad aumentare la produzione interna. Si ottenne quindi soltanto l'ulteriore ristagnimento dell'industria nazionale.
Il pontefice ripristinò il gioco del lotto togliendo il bando emesso dal predecessore Benedetto XIII (1731). A chi gli rimproverò la scelta, Clemente XII obiettò che gli introiti sarebbero serviti per opere pubbliche e opere di carità.. Inoltre il gioco fu reso legale all'interno dei confini dello Stato, mentre fu proibito al di fuori di esso. Ben presto entrò nelle casse del tesoro una somma annua che ammontava a quasi mezzo milione di scudi; tale gettito contribuì a risanare le finanze pontificie.

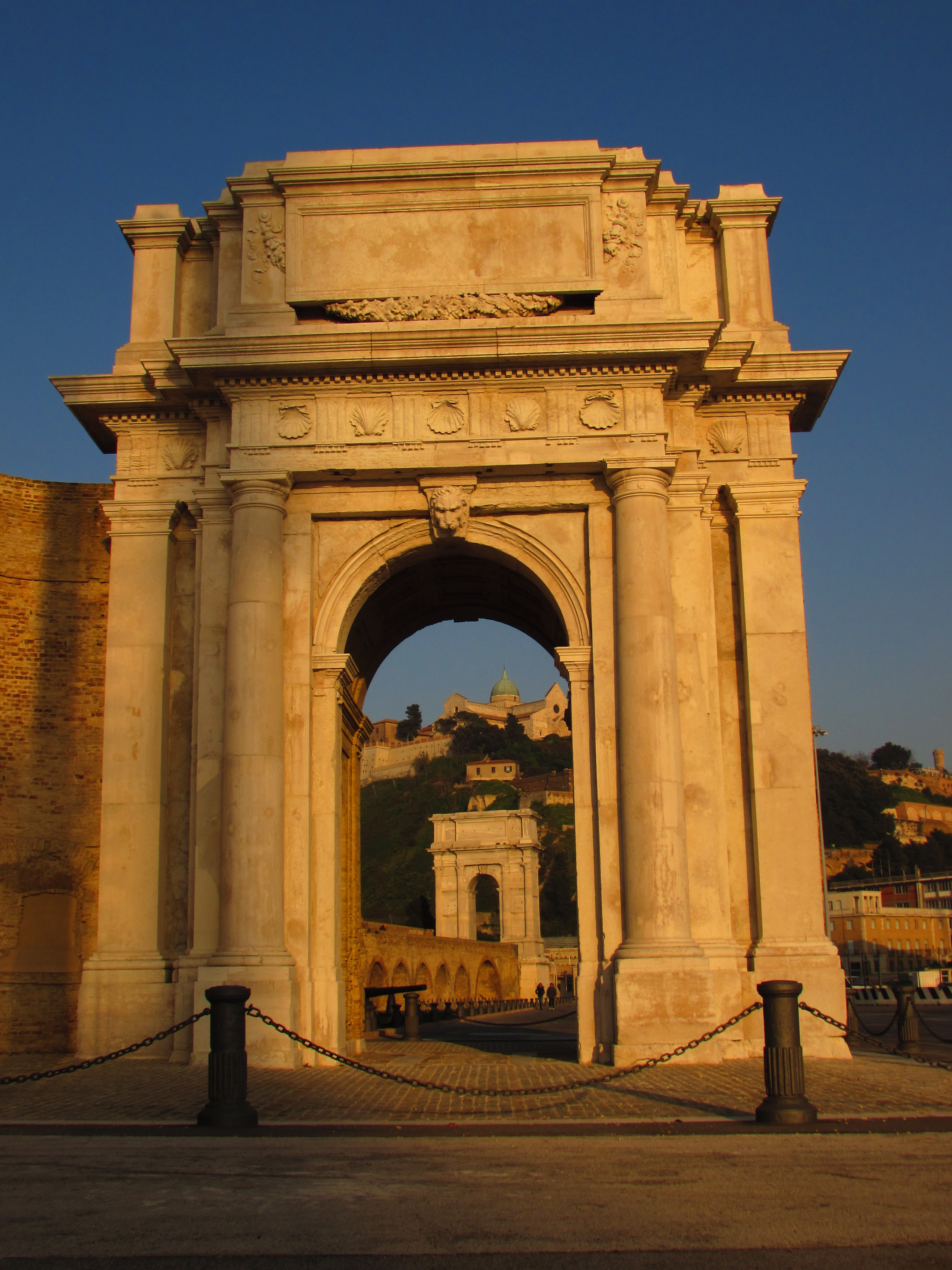
L'arco Clementino di Ancona.

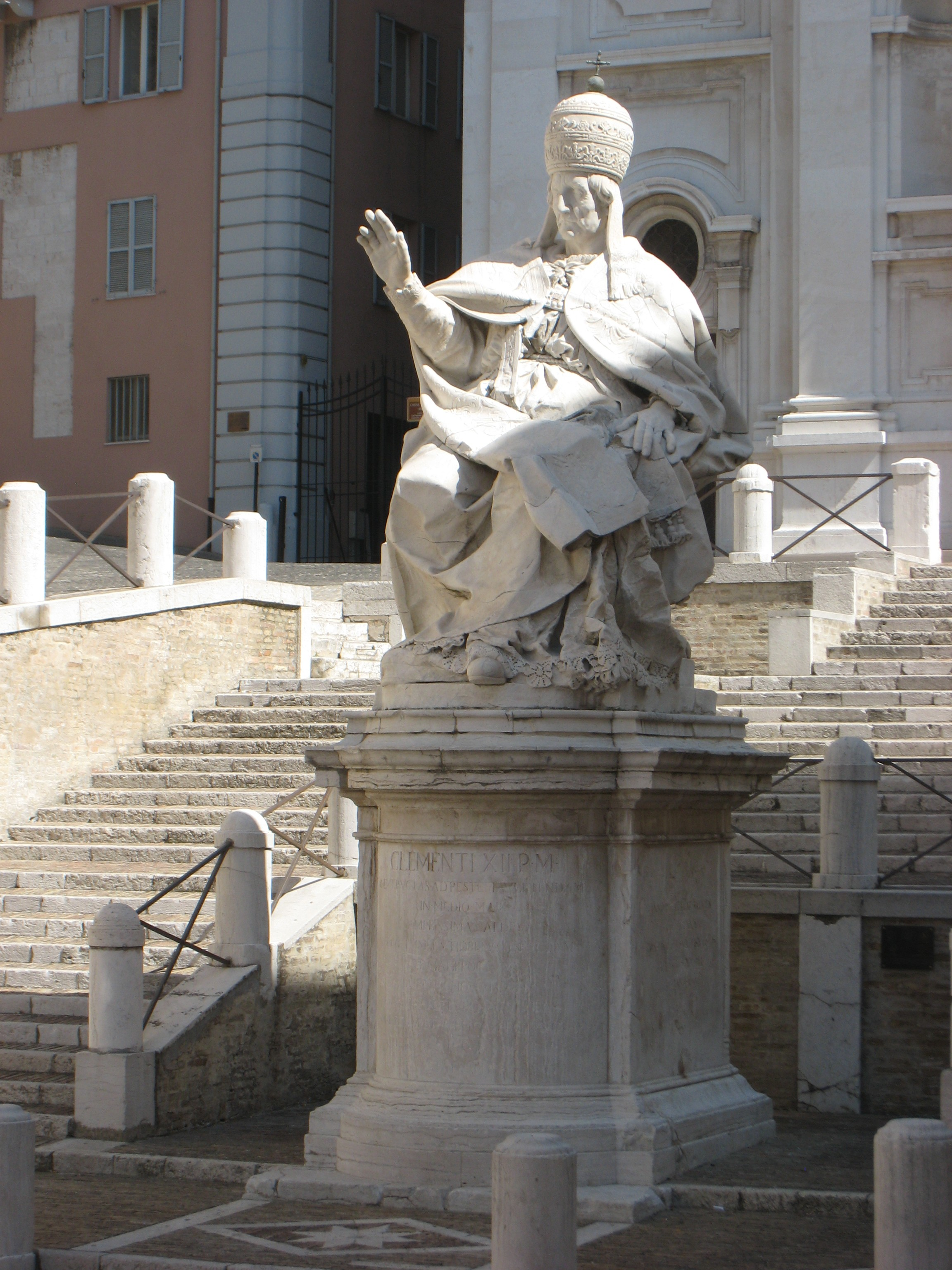
Agostino Cornacchini, Statua di papa Clemente XII, Ancona, Piazza del Plebiscito, 1738

### Opere pubbliche

#### Porto di Ancona
Il 14 febbraio 1732 il papa dichiarò lo scalo di Ancona porto franco e ne dispose l'ampliamento, con l'obiettivo di renderlo adatto a svolgere la funzione di porto di Roma verso l'Oriente.
Il pontefice chiamò Luigi Vanvitelli a progettare e seguire i lavori, cosa che il celebre architetto napoletano di origine olandese fece con grande efficacia, prolungando il molo costruito dall'imperatore Traiano; come porta d'ingresso tra l'area portuale e la città il Vanvitelli realizzò l'Arco Clementino. Nella zona meridionale del porto, Vanvitelli realizzò una grande isola artificiale pentagonale sulla quale costruì il nuovo lazzaretto di Ancona, pensato come una struttura polifunzionale, in quanto era anche opera militare ed aveva funzione di frangiflutti. Al centro dell'arco portuale, sul pendio di un colle, Vanvitelli progettò inoltre la Chiesa del Gesù, che con il suo pronao curvilineo segue la linea delle banchine, mostrando la visione paesaggistica che fu alla base di tutte le opere vanvitelliane ad Ancona. In seguito ai lavori compiuti nel porto, Ancona visse un momento di rinnovato splendore economico e sociale.
L'anno seguente il pontefice fece realizzare una strada per collegare il rinnovato porto di Ancona con Roma, passando da Jesi, Fabriano e Nocera Umbra, dove si innestava sulla Via Flaminia. La via di comunicazione prese il nome di Strada Clementina.

#### Porti di Ravenna e Civitavecchia
Come porto di Roma verso il Mediterraneo occidentale, il papa decise di potenziare il porto di Civitavecchia. Clemente XII promosse anche l'ampliamento del porto di Ravenna, ma ciò avvenne nel 1748, quindi dopo la sua morte.

#### Edifici religiosi a Roma

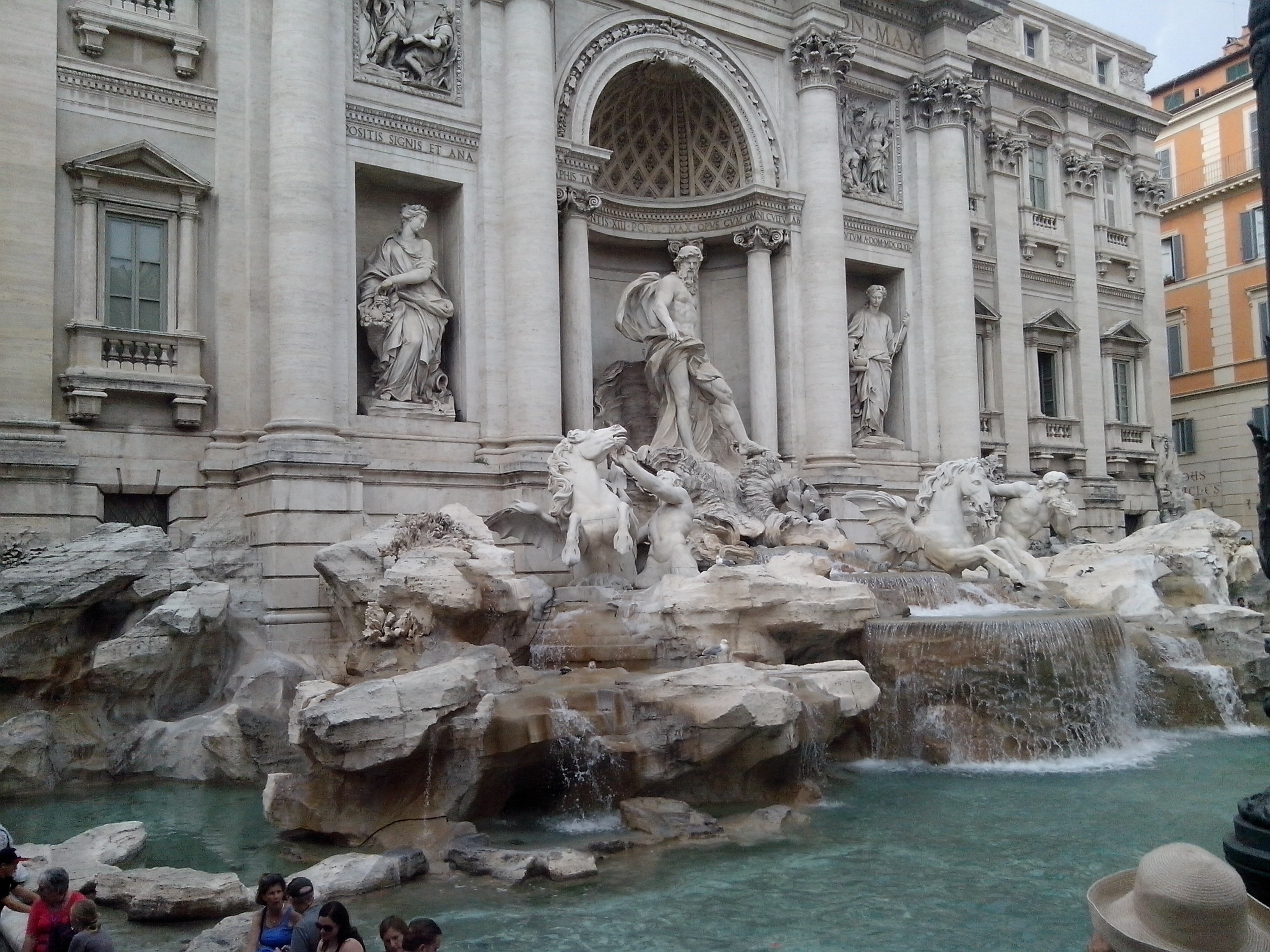
La fontana di Trevi, iniziata da papa Clemente XII.

- Costruzione della chiesa di San Giuseppe alla Lungara (1734); progetto affidato a Ludovico Rusconi Sassi;
- Completamento della costruzione della chiesa di Gesù Bambino (1731-33), consacrata dallo stesso pontefice il 9 settembre 1736. Architetto: Ferdinando Fuga. Clemente XII, protettore della congregazione delle Suore oblate del Santo Bambino Gesù, consigliò alle consacrate di assumere la regola di Sant'Agostino[23];
- Le condizioni della facciata della Basilica di San Giovanni in Laterano, in pericolo di crollo, spinsero il pontefice a indire un concorso, che venne vinto dall'architetto Alessandro Galilei. I lavori durarono dal 1732 al 1735. Clemente fece erigere all'interno della basilica una magnifica cappella dedicata a Sant'Andrea Corsini.[24]
- Restauro della cappella dedicata a San Michele posta sulla sommità di Castel Sant'Angelo. Messa in opera di un altare marmoreo sormontato da una scultura del santo[23];
- Demolizione e ricostruzione della chiesa dei Santi Celso e Giuliano su progetto di Carlo de Dominicis;
- Realizzazione della facciata della Basilica di San Giovanni Battista dei Fiorentini su progetto di Alessandro Galilei.

#### Edifici civili a Roma
Il predecessore Clemente XI (1700-1721) aveva fatto ampliare l'Ospizio di San Michele aggiungendo un 
carcere per i minorenni ("correzionale"), due ospizi per anziani (uno per gli uomini e uno per le donne) e una grande chiesa. Clemente XII completò l'opera facendo costruire il carcere delle donne.
Nel 1731 il pontefice fece costruire, sulla pendice meridionale del colle Quirinale, il Palazzo della Consulta, che divenne sede della segreteria della Sacra Congregazione della Consulta e della Segnatura dei Brevi. Il progetto fu affidato a Ferdinando Fuga. Il Palazzo fu portato a termine nel 1737 (oggi è la sede della Corte Costituzionale della Repubblica Italiana).
Con le benemerenze acquisite, Fuga ricevette la carica di architetto del Palazzo del Quirinale. Tra il 1730 e il 1732 realizzò l'ampliamento definitivo della Manica Lunga. Nella parte finale del corpo di fabbrica edificò la Palazzina del Segretario della Cifra, che chiude a levante il recinto di fabbriche che delimita i giardini del Quirinale. Infine ottenne l'incarico di costruire la Coffee House nei giardini del Palazzo (costruzione realizzata tra il 1741 e il 1744).
Nel 1732 Clemente XII indisse un concorso per la realizzazione di una fontana monumentale in piazza di Trevi, a cui partecipò anche Luigi Vanvitelli. Vinse Nicola Salvi, che iniziò la costruzione della celeberrima Fontana di Trevi.
Nel 1733 l'Arco di Costantino fu oggetto di restauro e di completamento delle parti mancanti.
Sempre nel 1733 il pontefice commissionò la ristrutturazione della Fontana Bella o di Porta Furba, situata all'incrocio tra Via del Mandrione e Via Tuscolana, oggi conosciuta come fontana di Clemente XII, forse su disegni del Vanvitelli.

#### Altre opere
Vi era un'area tra lo Stato Pontificio e il Granducato di Toscana, all'imbocco della Val di Chiana, che una volta era fertile ma a quei tempi era ridotta a palude. Il pontefice cercò di bonificarla ed incaricò dei lavori monsignor Giovani Bottari. Questi progettò un canale artificiale lungo 20 km fino al Tevere, in modo che le acque correnti del fiume sostituissero le acque stagnanti dell'area. I lavori, però, non furono mai avviati, a causa sia del lungo periodo di tempo necessario per la bonifica, sia per le ingenti spese previste.
Tra i vari interventi realizzati durante il pontificato di Clemente XII vi fu il completamento dell'acquedotto di Vermicino, con la costruzione ad opera di Luigi Vanvitelli della Fontana di Vermicino (1731), situata all'angolo tra Via della Mola Cavona e Via Tuscolana Vecchia, nella parte della località di Vermicino situata nel Comune di Frascati.
Il legato in Romagna, Giulio Alberoni, avviò la costruzione del nuovo canale naviglio di Ravenna (Canale Corsini, lungo 11 km), che trovò sbocco nel nuovo scalo di Porto Corsini.
Clemente XII cercò di incentivare i commerci e l'agricoltura attraverso una serie di iniziative volte a rinvigorire tali settori.

## Relazioni con gli stati europei

### Polonia
Nel 1733 era terminato il regno ultratrentennale di re Augusto II. La lotta per la successione (il re veniva eletto da una Dieta appositamente convocata) vide il confronto tra due pretendenti: Stanislao Leszczyński, appoggiato dai Borbone (che regnavano su Francia e Spagna), e Augusto di Sassonia, sostenuto dall'imperatore. 

Il 12 settembre 1733 Clemente XII riconobbe il Leszczyński come legittimo re, ma il pontefice non poté evitare lo scoppio di una guerra di successione tra i due schieramenti. Furono le armi a decidere: vinsero gli imperiali, alleatisi con la Prussia e la Russia. Nel 1736 Augusto di Sassonia divenne Augusto III di Polonia.

In quell'anno la Santa Sede stipulò un Concordato con la Polonia.

### Spagna
Il Regno di Spagna era governato dai Borbone, lo stesso casato che reggeva la Corona di Francia. Nel 1733 le due nazioni stipularono un'alleanza in funzione antiasburgica. Si acuì il contrasto tra gli interessi spagnoli in Italia e quelli degli Asburgo, che da parte loro intendevano mantenere il predominio sulla penisola. Nel 1720 i Regni di Napoli e di Sicilia erano passati agli Asburgo in virtù Trattato dell'Aia. Nel 1734 l'esercito spagnolo invase il meridione d'Italia sconfiggendo gli austriaci e sottraendo loro il Regno di Napoli. Carlo III di Borbone fu proclamato re il 17 maggio 1734. L'anno successivo occupò il regno di Sicilia. Carlo fu quindi incoronato rex utriusque Siciliae il 3 luglio 1735 nella Cattedrale di Palermo dall'arcivescovo Matteo Basile.
Clemente XII non riconobbe la legittimità del dominio borbonico. Nel maggio 1736 la Spagna ruppe le relazioni diplomatiche con la Santa Sede. Seguì una politica di riavvicinamento: nel 1737 le due parti firmarono un Concordato e nel 1738 il pontefice accettò il versamento del tradizionale tributo (la chinea) che, in virtù di un antico patto feudale, il sovrano partenopeo consegnava al papa.

### Sacro Romano Impero
I Borbone di Spagna avevano dunque sconfitto l'esercito austriaco e gli avevano sottratto il Regno di Napoli.

In un primo momento Clemente XII si rifiutò di concedere l'investitura al nuovo sovrano per non irritare l'imperatore Carlo VI d'Asburgo. Successivamente riconobbe lo status quo. Nel 1736 i Borbone cedettero all'imperatore il Ducato di Parma e Piacenza come indennizzo per la perdita delle Due Sicilie (Dieta di Ratisbona). Tali decisioni furono ratificate nel 1738 con il Trattato di Vienna.

### Stati italiani

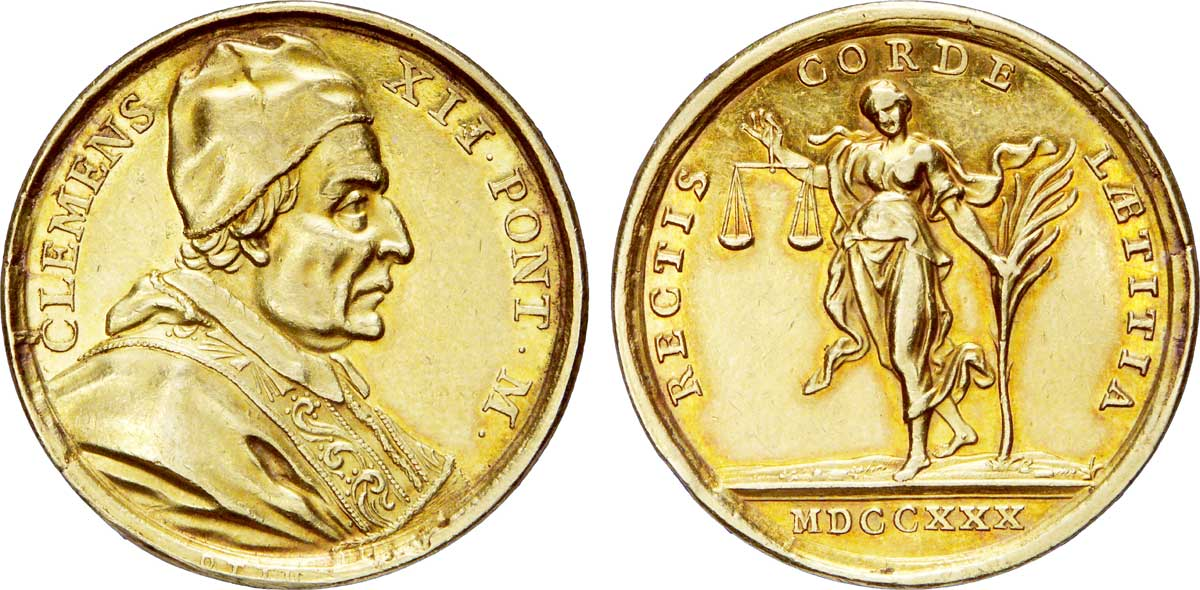
Medaglia d'oro con l'effigie di papa Clemente XII (1730).

Nel marzo 1730 i corsi si ribellarono al governo della Repubblica di Genova. L'anno seguente si rivolsero alla Santa Sede chiedendo che il papa li liberasse dal giogo genovese. Il papa si fece mediatore tra il popolo corso e la Repubblica di Genova. Inviò una lettera, tramite l'arcivescovo di Genova Nicolò de' Franchi, al Senato genovese per comunicare il suo intendimento; ma i senatori la rispedirono indietro. Genova intanto chiese l'intervento delle truppe imperiali, che sedarono la rivolta con la forza.
Nel giugno 1732 scoppiò una rissa tra gli addetti dell'ambasciatore della Repubblica di Venezia e le forze di sicurezza papali. Rimasero uccisi un soldato e tre veneziani. La reazione della Serenissima fu immediata: l'ambasciatore Zaccaria Canali fu richiamato a Venezia; il nunzio Gaetano Stampa dovette ritornare a Roma.
Ma la crisi diplomatica fu evitata e vennero ristabilite normali relazioni. L'inchiesta rivelò che i responsabili dell'assalto erano i veneziani. Fu anche per questo episodio che il pontefice, nel 1735 pubblicò la costituzione apostolica In supremo iustitie solio (vedi Supra). Una delle leggi in esse contenuta stabilisce che chi commette un omicidio non si può giovare dell'immunità diplomatica.
Tra il 1739 e il 1740 il legato di Romagna, cardinale Giulio Alberoni ottenne, attraverso una serie di manovre diplomatiche, per alcuni mesi la dedizione dell'antica Repubblica di San Marino. Il pontefice sconfessò il suo operato e ripristinò l'indipendenza del piccolo Stato.

## Patrono di arti e scienze

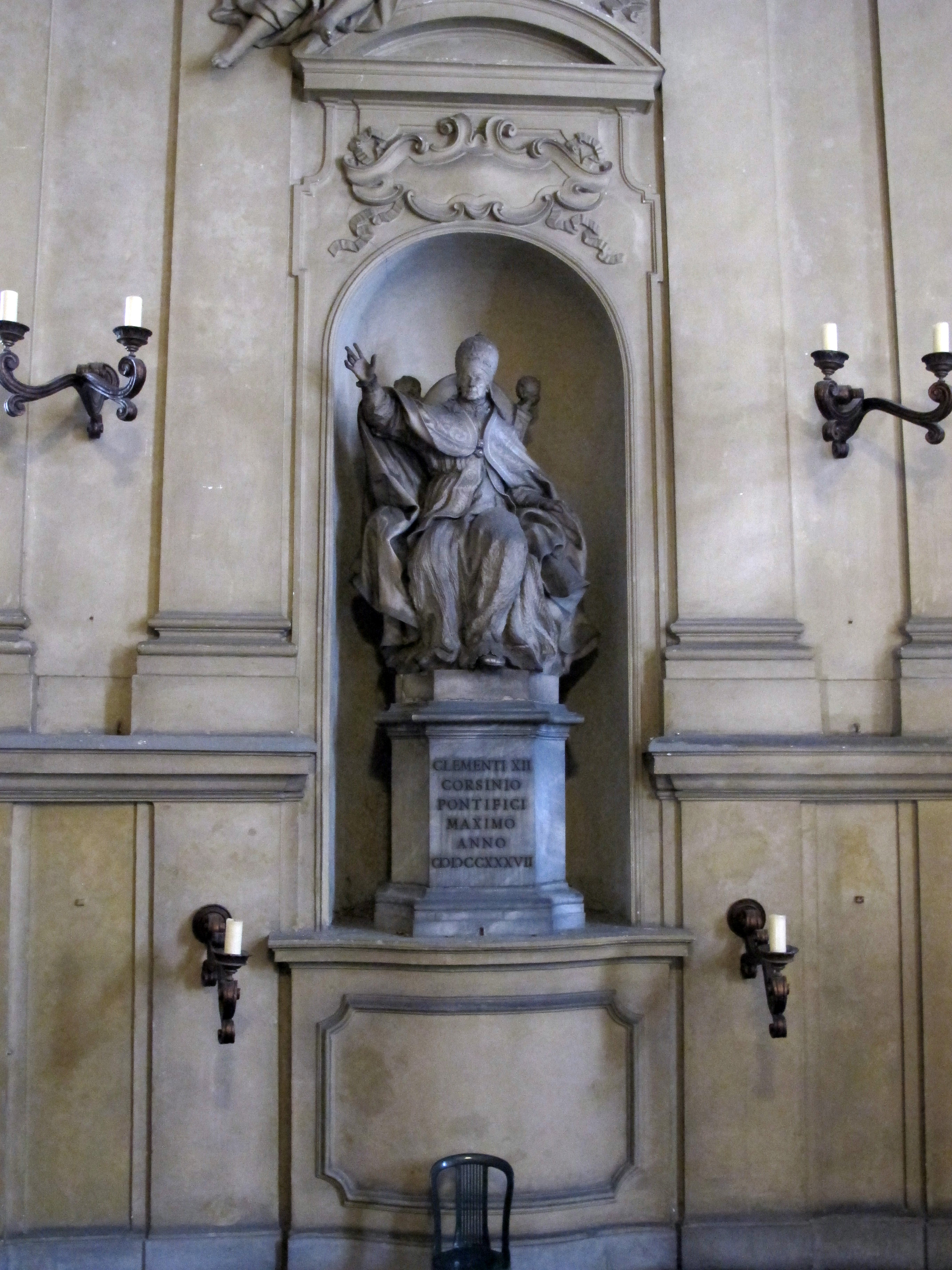
Statua di Clemente XII, scalone monumentale di Palazzo Corsini.

Il 4 dicembre 1730 il pontefice riconobbe gli statuti dell'Università di Cervera, fondata a Lleida (Spagna) nel 1297.
Il 1º luglio 1732 riconobbe la fondazione dell'Università cattolica di Fulda (Germania).
Nel 1734 dispose l'apertura al pubblico dei Musei capitolini. Per la prima volta (almeno nel mondo occidentale) una raccolta di opere d'arte fu resa fruibile alla collettività.
Nel 1735 il pontefice inviò Giuseppe Simone Assemani (cristiano maronita nato con il nome di Yūsuf Simʿān al-Simʿānī) nel Libano, suo Paese d'origine, con il duplice scopo di effettuare una ricerca di manoscritti e di presiedere, come legato, il sinodo dei Maroniti (1736), che rinnovò del tutto la vita liturgica e canonica di questa Chiesa. Il legato ritornò con una raccolta di circa duemila fra manoscritti e documenti, fra cui il Codex Assemanius. Successivamente il pontefice lo nominò prefetto della Biblioteca vaticana.

## Morte e sepoltura

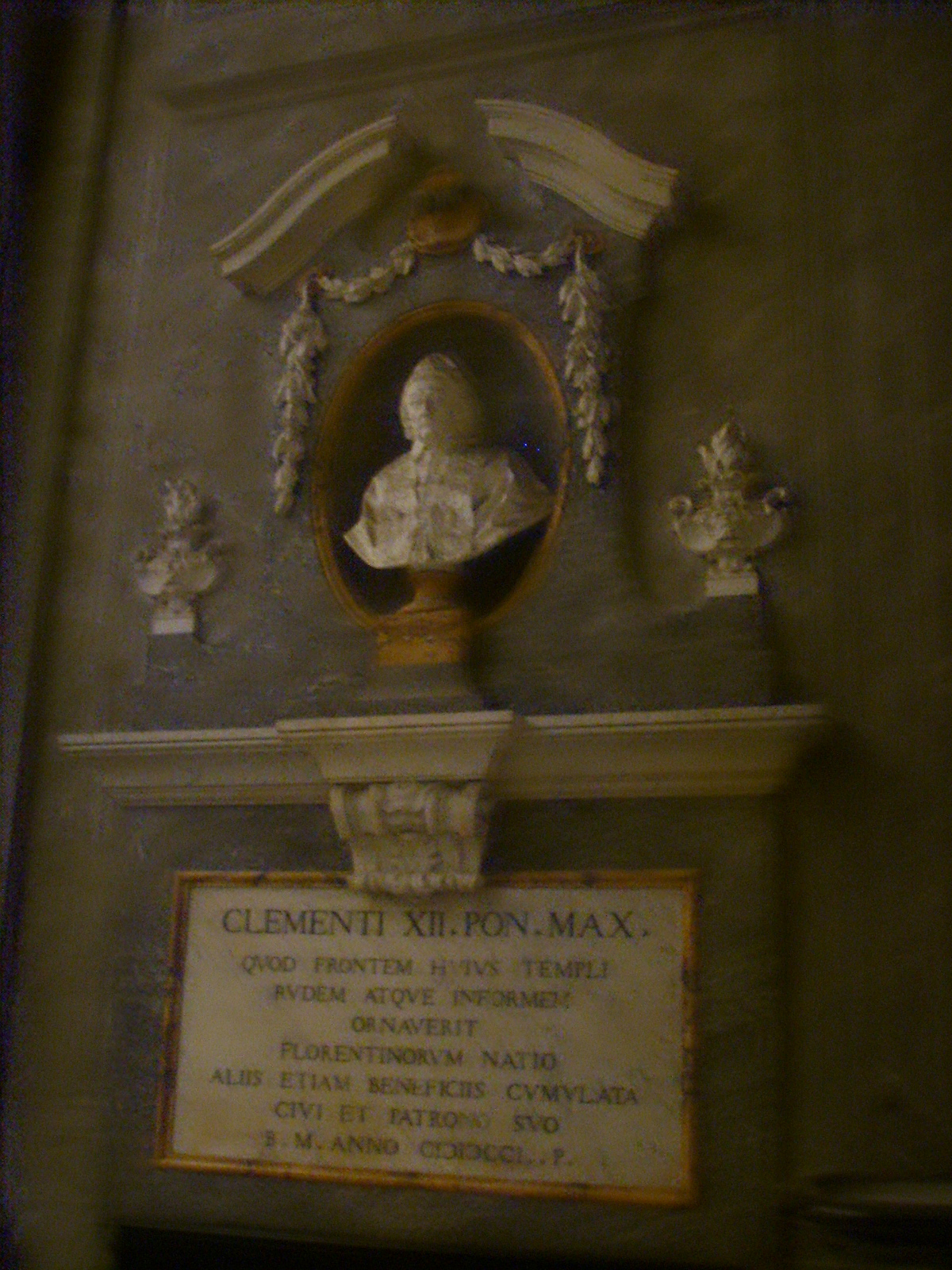
Monumento a Clemente XII in San Giovanni dei Fiorentini (Roma).

Clemente XII morì all'età di 87 anni il 6 febbraio 1740 alle 9:30 del mattino a causa di complicazioni dovute alla gotta.
Fu sepolto inizialmente nella Basilica Vaticana; il 27 luglio 1742 la salma fu traslata nella Basilica Lateranense, in una tomba maestosa. Un cenotafio si trova nella chiesa di San Giovanni dei Fiorentini.
Dopo di lui, solamente altri due papi, non considerando Benedetto XVI (che morì a 95 anni), superarono la sua età anagrafica: Leone XIII, che morì all'età di 93 anni nel 1903, e papa Francesco, che morì all'età di 88 anni nel 2025.

## Diocesi create da Clemente XII

### Nuove diocesi
- 9 aprile 1731 (bolla Super specula):
  - Diocesi di Digione (il territorio fu ricavato dalla diocesi di Langres).

### Elevazioni al rango di arcidiocesi
- 27 luglio 1735 (Paterna pontificii nobis):
  - Diocesi di Ferrara.

## Concistori per la creazione di nuovi cardinali
Clemente XII creò 35 cardinali in 15 distinti concistori. Tra essi, il futuro papa Clemente XIII. Stabilì un record elevando alla porpora Luigi Antonio di Borbone-Spagna all'età di soli 8 anni: fu il più giovane cardinale della storia della Chiesa. Prima di lui si era avuto solamente un caso simile: Alfonso del Portogallo, creato cardinale da papa Leone X nel 1517 alla stessa età di 8 anni.
La sorella di Clemente XII, Maddalena Corsini aveva sposato il marchese Donato Guadagni. Clemente XI elevò al cardinalato il loro figlio, Giovanni Antonio Guadagni nel 1731.

## Genealogia episcopale e successione apostolica
La genealogia episcopale è:
- Cardinale Scipione Rebiba
- Cardinale Giulio Antonio Santori
- Cardinale Girolamo Bernerio, O.P.
- Arcivescovo Galeazzo Sanvitale
- Cardinale Ludovico Ludovisi
- Cardinale Luigi Caetani
- Cardinale Ulderico Carpegna
- Cardinale Paluzzo Paluzzi Altieri degli Albertoni
- Cardinale Flavio Chigi
- Papa Clemente XII

La successione apostolica è:
- Vescovo Antonio Antonelli (1709)
- Vescovo Luigi Maria Strozzi (1716)
- Vescovo Nicolò Drasich (1716)
- Vescovo Idelfonso Manara, B. (1716)
- Vescovo Filippo Tipaldi (1717)
- Vescovo Domenico Votta (1718)
- Arcivescovo Giovanni Saverio Lioni (1718)
- Vescovo Giuseppe Falconio (1718)
- Vescovo Gennaro Scalea (1718)
- Vescovo Domenico Galisi (1718)
- Vescovo Nicola Terzago (1718)
- Vescovo Giuseppe Grisconi, Sch.P. (1718)
- Arcivescovo Antonio Paternò (1719)
- Arcivescovo Nicolas Pisanelli, C.R. (1719)
- Vescovo Giuseppe Riganti (1719)
- Vescovo Domenico de Marzano (1719)
- Vescovo Eusebio Ciani, O.S.B. (1719)
- Vescovo Antonio Carrara (1721)
- Vescovo Francesco Maria Loyero (1721)
- Vescovo Giuseppe Galliani (1721)
- Vescovo Ettore Quarti (1721)
- Arcivescovo Giuseppe Maria Martelli (1722)
- Vescovo Pierluigi del Mayo (1722)
- Vescovo Pietro Savastani, O.F.M. (1722)
- Arcivescovo Vincenzo Antonio Alemanni Nasi (1723)
- Arcivescovo Pietro Agostino Scorza (1724)
- Vescovo Pietro Maria Trevisan Suarez (1724)
- Cardinale Giovanni Antonio Guadagni, O.C.D. (1724)
- Vescovo Luigi Gherardi (1726)
- Vescovo Antonio Maria Vantini (1727)
- Vescovo Ambrose O'Callaghan, O.F.M. (1729)

## Ascendenza
|                       |                 |                      | Genitori             |  |  | Nonni |  |  | Bisnonni        |  |  | Trisnonni        |  |
|                       |                 |                      |                      |  |  |       |  |  | Lorenzo Corsini |  |  | Bernardo Corsini |  |
|                       |                 |                      |                      |  |  |       |  |  | Lorenzo Corsini |  |  | Bernardo Corsini |  |
|                       |                 | Giana Martini        |                      |  |  |       |  |  | Lorenzo Corsini |  |  |                  |  |
| Filippo Corsini       |                 |                      |                      |  |  |       |  |  | Lorenzo Corsini |  |  |                  |  |
|                       |                 | Marietta Rinuccini   | Francesco Rinuccini  |  |  |       |  |  |                 |  |  |                  |  |
|                       |                 | Marietta Rinuccini   | Francesco Rinuccini  |  |  |       |  |  |                 |  |  |                  |  |
|                       |                 | Marietta Rinuccini   | Luisa Portinari      |  |  |       |  |  |                 |  |  |                  |  |
| Bartolomeo Corsini    |                 | Marietta Rinuccini   |                      |  |  |       |  |  |                 |  |  |                  |  |
|                       |                 | Lorenzo Machiavelli  | Ristoro Machiavelli  |  |  |       |  |  |                 |  |  |                  |  |
|                       |                 | Lorenzo Machiavelli  | Ristoro Machiavelli  |  |  |       |  |  |                 |  |  |                  |  |
|                       |                 | Lorenzo Machiavelli  | Simona Alamanni      |  |  |       |  |  |                 |  |  |                  |  |
| Maddalena Machiavelli |                 | Lorenzo Machiavelli  |                      |  |  |       |  |  |                 |  |  |                  |  |
|                       |                 | Virginia Serragli    | Niccolò Serragli     |  |  |       |  |  |                 |  |  |                  |  |
|                       |                 | Virginia Serragli    | Niccolò Serragli     |  |  |       |  |  |                 |  |  |                  |  |
|                       |                 | Virginia Serragli    | …                    |  |  |       |  |  |                 |  |  |                  |  |
| Papa Clemente XII     |                 | Virginia Serragli    |                      |  |  |       |  |  |                 |  |  |                  |  |
|                       | Filippo Strozzi | Giambattista Strozzi |                      |  |  |       |  |  |                 |  |  |                  |  |
|                       | Filippo Strozzi | Giambattista Strozzi |                      |  |  |       |  |  |                 |  |  |                  |  |
|                       | Filippo Strozzi | Maria Altoviti       |                      |  |  |       |  |  |                 |  |  |                  |  |
| Giambattista Strozzi  | Filippo Strozzi |                      |                      |  |  |       |  |  |                 |  |  |                  |  |
|                       |                 | Caterina Strozzi     | Federico Strozzi     |  |  |       |  |  |                 |  |  |                  |  |
|                       |                 | Caterina Strozzi     | Federico Strozzi     |  |  |       |  |  |                 |  |  |                  |  |
|                       |                 | Caterina Strozzi     | Nannina Strozzi      |  |  |       |  |  |                 |  |  |                  |  |
| Elisabetta Strozzi    |                 | Caterina Strozzi     |                      |  |  |       |  |  |                 |  |  |                  |  |
|                       |                 | Luigi Martelli       | Lorenzo Martelli     |  |  |       |  |  |                 |  |  |                  |  |
|                       |                 | Luigi Martelli       | Lorenzo Martelli     |  |  |       |  |  |                 |  |  |                  |  |
|                       |                 | Luigi Martelli       | Caterina Sernigi     |  |  |       |  |  |                 |  |  |                  |  |
| Maria Martelli        |                 | Luigi Martelli       |                      |  |  |       |  |  |                 |  |  |                  |  |
|                       |                 | Maria degli Albizzi  | Matteo degli Albizzi |  |  |       |  |  |                 |  |  |                  |  |
|                       |                 | Maria degli Albizzi  | Matteo degli Albizzi |  |  |       |  |  |                 |  |  |                  |  |
|                       |                 | Maria degli Albizzi  | Elisabetta Strozzi   |  |  |       |  |  |                 |  |  |                  |  |
|                       |                 | Maria degli Albizzi  |                      |  |  |       |  |  |                 |  |  |                  |  |